# Dalmatinska nogometna liga 1979./80.
Dalmatinska nogometna liga u sezoni 1979./80. je predstavljala ligu četvrtog stupnja nogometnog prvenstva Jugoslavije. 
 
Sudjelovalo je 14 klubova, a prvak je bio Zadar.

## Ljestvica
| mj. | klub                      | ut. | pob. | ner. | por. | gol+ | gol- | bod |
| --- | ------------------------- | --- | ---- | ---- | ---- | ---- | ---- | --- |
| 1.  | Zadar                     | 26  | 15   | 10   | 1    | 64   | 22   | 40  |
| 2.  | Dinara Knin               | 26  | 11   | 6    | 9    | 34   | 28   | 28  |
| 3.  | Jadran Kaštel Sućurac     | 26  | 10   | 8    | 8    | 44   | 35   | 28  |
| 4.  | Primorac Biograd na Moru  | 26  | 8    | 11   | 7    | 41   | 33   | 28  |
| 5.  | Zmaj Makarska             | 26  | 8    | 10   | 8    | 36   | 32   | 26  |
| 6.  | Hajduk Vela Luka          | 26  | 8    | 11   | 7    | 39   | 41   | 26  |
| 7.  | Omiš                      | 26  | 10   | 5    | 11   | 40   | 36   | 24  |
| 8.  | Junak Sinj                | 26  | 9    | 6    | 11   | 42   | 39   | 24  |
| 9.  | Bukovica Kistanje         | 26  | 7    | 10   | 9    | 28   | 30   | 24  |
| 10. | Sloga Mravince            | 26  | 8    | 8    | 10   | 35   | 41   | 24  |
| 11. | Jadran Kardeljevo / Ploče | 26  | 9    | 6    | 11   | 43   | 49   | 24  |
| 12. | Jugovinil Kaštel Gomilica | 26  | 7    | 10   | 9    | 39   | 48   | 24  |
| 13. | Mosor Žrnovnica           | 26  | 8    | 8    | 10   | 25   | 37   | 24  |
| 14. | Metalac TEF Šibenik       | 26  | 7    | 6    | 13   | 31   | 49   | 21  |

- Kardeljevo – tadašnji naziv za Ploče
- Metalac TEF se u prvom dijelu nazivao Metalac

## Rezultatska križaljka
| kratica | klub                            | BUK | DIN | HAJ | JADKR | JADKS | JUG | JUN | MET | MOS | OMIŠ | PRI | SLO | ZAD | ZMAJ |
| --- | ------------------------------- | --- | --- | --- | ----- | ----- | --- | --- | --- | --- | ---- | --- | --- | --- | ---- |
| BUK | Bukovica Kistanje               |     |     |     |       |       |     |     |     |     |      |     | 2:1 |     | 2:0  |
| DIN | Dinara Knin                     |     |     |     |       |       |     |     |     |     |      |     | 3:0 |     | 2:1  |
| HAJ | Hajduk Vela Luka                |     |     |     |       |       |     |     |     |     |      |     | 1:1 |     | 2:2  |
| JADKR | Jadran Kardeljevo / Ploče       |     |     |     |       |       |     |     |     |     |      |     | 1:0 |     | 2:0  |
| JADKS | Jadran Kaštel Sućurac           |     |     |     |       |       |     |     |     |     |      |     | 1:3 |     | 4:0  |
| JUG | Jugovinil Kaštel Gomilica       |     |     |     |       |       |     |     |     |     |      |     | 3:3 |     | 2:2  |
| JUN | Junak Sinj                      |     |     |     |       |       |     |     |     |     |      |     | 1:0 |     | 6:1  |
| MET | Metalac TEF / Metalac (Šibenik) |     |     |     |       |       |     |     |     |     |      |     | 1:2 |     | 0:1  |
| MOS | Mosor Žrnovnica                 |     |     |     |       |       |     |     |     |     |      |     | 0:0 |     | 1:0  |
| OMIŠ | Omiš                            |     |     |     |       |       |     |     |     |     |      |     | 3:1 |     | 1:2  |
| PRI | Primorac Biograd na Moru        |     |     |     |       |       |     |     |     |     |      |     | 4:1 |     | 0:0  |
| SLO | Sloga Mravince                  | 1:1 | 2:1 | 1:1 | 1:1   | 0:4   | 3:1 | 2:1 | 2:0 | 4:1 | 1:2  | 2:1 |     | 0:0 | 1:2  |
| ZAD | Zadar                           |     |     |     |       |       |     |     |     |     |      |     | 2:0 |     | 3:1  |
| ZMAJ | Zmaj Makarska                   | 1:1 | 1:0 | 2:0 | 2:1   | 0:1   | 4:1 | 1:0 | 0:2 | 1:1 | 4:1  | 3:3 | 3:3 | 2:2 |      |
| |                                 |     |     |     |       |       |     |     |     |     |      |     |     |     |      |
| podebljan rezultat - utakmice od 1. do 13. kola (1. utakmica između klubova) rezultat normalne debljine - utakmice od 14. do 26. kola (2. utakmica između klubova) rezultat nakošen - nije vidljiv redoslijed odigravanja međusobnih utakmica iz dostupnih izvora rezultat nakošen i smanjen * - iz dostupnih izvora nije uočljiv domaćin susreta prekrižen rezultat - poništena ili brisana utakmica p - utakmica prekinuta 3:0 p.f. / 0:3 p.f. - rezultat 3:0 bez borbe |                                 |     |     |     |       |       |     |     |     |     |      |     |     |     |      |

 Izvori: 